# Маталебрерас
Маталебрерас (шп. Matalebreras) је општина у покрајини Сорија у аутономној заједници Кастиља и Леон, Шпанија.